# Giải bóng đá hạng ba quốc gia Cộng hòa Síp 2000–01
Giải bóng đá hạng ba quốc gia Cộng hòa Síp 2000–01 là mùa giải thứ 30 của giải bóng đá hạng ba Cộng hòa Síp. ASIL Lysi giành danh hiệu đầu tiên.

## Thể thức thi đấu
Có 14 đội bóng tham gia Giải bóng đá hạng ba quốc gia Cộng hòa Síp 2000–01. Tất cả các đội thi đấu với nhau hai lần, một ở sân nhà và một ở sân khách. Đội bóng nhiều điểm nhất vào cuối mùa giải sẽ là đội vô địch. Ba đội đầu bảng sẽ lên chơi ở Giải bóng đá hạng nhì quốc gia Cộng hòa Síp 2001–02 và ba đội cuối bảng xuống chơi tại Giải bóng đá hạng tư quốc gia Cộng hòa Síp 2001–02.

### Hệ thống điểm
Các đội bóng nhận được 3 điểm cho một trận thắng, 1 điểm cho một trận hòa và 0 điểm cho một trận thua.

## Thay đổi so với mùa giải trước
Các đội bóng thăng hạng Giải bóng đá hạng nhì quốc gia Cộng hòa Síp 2000–01
- THOI Lakatamia
- Rotsidis Mammari
- Kinyras Empas

Các đội bóng xuống hạng từ Giải bóng đá hạng nhì quốc gia Cộng hòa Síp 1999–2000
- PAEEK FC
- Iraklis Gerolakkou

Các đội bóng thăng hạng từ Giải bóng đá hạng tư quốc gia Cộng hòa Síp 1999–2000
- MEAP Nisou
- Elia Lythrodonta
- THOI Avgorou
- AMEP Parekklisia

Các đội bóng xuống hạng Giải bóng đá hạng tư quốc gia Cộng hòa Síp 2000–01
- Achyronas Liopetriou
- Ellinismos Akakiou
- Doxa Paliometochou

## Bảng xếp hạng
| Vị thứ | Đội bóng                | St. | T. | H. | B. | BT. | BB. | HS. | Đ  | Ghi chú                                                                 |
| ------ | ----------------------- | --- | -- | -- | -- | --- | --- | --- | -- | ----------------------------------------------------------------------- |
| 1      | ASIL Lysi               | 26  | 15 | 5  | 6  | 47  | 19  | 28  | 50 | Vô địch-Thăng hạng Giải bóng đá hạng nhì quốc gia Cộng hòa Síp 2001–02. |
| 2      | Adonis Idaliou          | 26  | 15 | 5  | 6  | 45  | 27  | 18  | 50 | Thăng hạng Giải bóng đá hạng nhì quốc gia Cộng hòa Síp 2001–02.         |
| 3      | Enosis Kokkinotrimithia | 26  | 13 | 4  | 9  | 46  | 40  | 6   | 43 | Thăng hạng Giải bóng đá hạng nhì quốc gia Cộng hòa Síp 2001–02.         |
| 4      | Othellos Athienou       | 26  | 13 | 4  | 9  | 33  | 34  | -1  | 43 |                                                                         |
| 5      | MEAP Nisou              | 26  | 11 | 6  | 9  | 51  | 44  | 7   | 39 |                                                                         |
| 6      | Iraklis Gerolakkou      | 26  | 10 | 8  | 8  | 40  | 35  | 5   | 38 |                                                                         |
| 7      | Akritas Chlorakas       | 26  | 11 | 5  | 10 | 45  | 50  | -5  | 38 |                                                                         |
| 8      | PAEEK FC                | 26  | 10 | 5  | 11 | 39  | 42  | -3  | 35 |                                                                         |
| 9      | Elia Lythrodonta        | 26  | 10 | 5  | 11 | 30  | 38  | -8  | 35 |                                                                         |
| 10     | SEK Agiou Athanasiou    | 26  | 9  | 6  | 11 | 46  | 47  | -1  | 33 |                                                                         |
| 11     | Ayia Napa               | 26  | 10 | 3  | 13 | 35  | 37  | -2  | 33 |                                                                         |
| 12     | Ethnikos Latsion FC     | 26  | 8  | 4  | 14 | 40  | 38  | 2   | 28 | Xuống hạng Giải bóng đá hạng tư quốc gia Cộng hòa Síp 2001–02.          |
| 13     | AMEP Parekklisia        | 26  | 7  | 6  | 13 | 34  | 49  | -15 | 27 | Xuống hạng Giải bóng đá hạng tư quốc gia Cộng hòa Síp 2001–02.          |
| 14     | THOI Avgorou            | 26  | 5  | 4  | 17 | 29  | 60  | -31 | 19 | Xuống hạng Giải bóng đá hạng tư quốc gia Cộng hòa Síp 2001–02.          |

Hệ thống điểm: Thắng=3 điểm, Hòa=1 điểm, Thua=0 điểm
Luật xếp hạng: 1) Điểm, 2) Hiệu số, 3) Bàn thắng

## Kết quả
| ↓Home / Away→ | DNA | ANP | AMP | AKR | ASL | ETL | ELL | ENK | IRK | TAG | MPN | OTL | PKK | SEK |
| ------------- | --- | --- | --- | --- | --- | --- | --- | --- | --- | --- | --- | --- | --- | --- |
| Adonis        |     | 1-0 | 1-0 | 2-1 | 0-0 | 2-0 | 1-0 | 4-4 | 0-1 | 4-1 | 4-0 | 2-0 | 5-2 | 4-1 |
| Ayia Napa     | 0-0 |     | 1-2 | 1-0 | 0-3 | 2-1 | 4-0 | 4-3 | 1-2 | 1-0 | 0-1 | 4-1 | 1-0 | 2-3 |
| AMEP          | 1-2 | 2-1 |     | 1-1 | 0-2 | 3-2 | 1-1 | 0-0 | 1-3 | 1-0 | 4-4 | 4-2 | 0-1 | 1-1 |
| Akritas       | 3-2 | 3-2 | 5-3 |     | 1-0 | 0-0 | 0-0 | 4-1 | 2-1 | 3-2 | 5-1 | 1-0 | 1-3 | 1-1 |
| ASIL          | 4-1 | 1-1 | 1-0 | 6-0 |     | 1-1 | 3-0 | 1-0 | 4-1 | 1-1 | 3-1 | 4-0 | 3-1 | 3-1 |
| Ethnikos      | 4-2 | 4-0 | 2-3 | 3-1 | 0-1 |     | 1-1 | 2-3 | 2-0 | 5-1 | 2-0 | 0-1 | 2-1 | 4-0 |
| Elia          | 2-0 | 1-0 | 1-2 | 2-3 | 0-3 | 3-1 |     | 2-0 | 1-1 | 1-0 | 2-1 | 2-3 | 2-0 | 3-2 |
| Enosis        | 0-1 | 1-2 | 0-0 | 3-1 | 1-0 | 2-1 | 3-0 |     | 1-2 | 2-0 | 3-2 | 0-2 | 4-2 | 3-1 |
| Iraklis       | 0-0 | 1-2 | 3-0 | 5-0 | 2-0 | 1-0 | 0-2 | 1-3 |     | 3-1 | 2-1 | 0-1 | 1-1 | 6-6 |
| Th.O.I.       | 1-1 | 1-0 | 4-0 | 2-7 | 0-3 | 2-1 | 0-1 | 2-2 | 0-0 |     | 3-1 | 1-2 | 2-3 | 2-5 |
| MEAP          | 0-3 | 2-2 | 3-2 | 1-0 | 3-0 | 2-0 | 1-1 | 4-0 | 2-2 | 7-0 |     | 0-0 | 1-0 | 2-0 |
| Othellos      | 1-0 | 0-2 | 2-1 | 4-1 | 2-0 | 2-0 | 3-0 | 1-4 | 1-1 | 2-0 | 1-1 |     | 0-2 | 1-1 |
| PAEEK FC      | 1-2 | 2-1 | 2-1 | 0-0 | 0-0 | 2-2 | 2-0 | 1-2 | 3-1 | 4-1 | 2-6 | 3-0 |     | 0-3 |
| SEK           | 0-1 | 2-1 | 4-1 | 4-1 | 2-0 | 2-0 | 3-2 | 0-1 | 0-0 | 0-2 | 3-4 | 0-1 | 1-1 |     |